# Yamato Ishikawa
Yamato Ishikawa (Ibaraki, 10 de marzo de 1999) es un deportista japonés que compite en gimnasia en la modalidad de trampolín.
Ganó una medalla de bronce en el Campeonato Mundial de Gimnasia en Trampolín de 2022, en la prueba individual. Además, consiguió una medalla de bronce en los Juegos Mundiales de 2017.

## Palmarés internacional
| Campeonato Mundial | Campeonato Mundial | Campeonato Mundial | Campeonato Mundial |
| Año                | Lugar              | Medalla            | Prueba             |
| ------------------ | ------------------ | ------------------ | ------------------ |
| 2022               | Sofía (Bulgaria)   | Medalla de bronce  | Individual         |